# Uziej-Tukla
Uziej-Tukla (ros. Узей-Тукля) – wieś (dieriewnia) w Rosji, w Udmurcji, w rejonie uwińskim. W 2010 liczyła 750 mieszkańców.